# Carlos Duran
Carlos Duran (Fribourg, 28 maart 1966) is een Zwitserse teaching-professional.
Carlos Duran wordt in 1985 professional en geeft jarenlang les op een club in de buurt van Genève. Als teaching-pro met ambities om de Tour te halen, is het altijd moeilijk om voldoende te spelen. Op nationaal niveau  staat Duran enkele jaren aan de top. Hij gaat een paar keer naar de tourschool, waarna hij dankzij zijn resultaten toch ieder jaar weer enkele uitnodigingen voor de Challenge Tour krijgt.
Gewonnen onder andere
- 1986: Swiss PGA Championship
- 1994: Swiss PGA Championship op de Esery Golf Club
- 1996: Swiss PGA Championship op de Schönenberg Golf Club

In 1995 speelt hij 5 toernooien op de Challenge Tour, w.o. de Olivier Barras Memorial, waar hij 25ste wordt. In 1997 speelt hij zes toernooien op de Europese Tour, en zestien op de Challenge Tour. Hij wordt 2de op de Olivier Barras Memorial in Crans en 6de op de Audi Quattro Trophy in Berlijn. Hij probeert in 2006 nogmaals om zich via de Tourschool in San Roque Club en Club de Golf Sotogrande te kwalificeren voor de Europese Tour, maar mist na 6 rondes met 1 slag.
In 1988 en 1999 speelt hij de World Cup namens Zwitserland.
Carlos Duran geeft nu les op Golf Gerre Losone, aan de zuidkant van de Zwitserse Alpen. 